# V352 Большого Пса
V352 Большого Пса (лат. V352 Canis Majoris), HD 43162 — тройная звезда в созвездии Большого Пса на расстоянии приблизительно 54,6 световых лет (около 16,7 парсеков) от Солнца. Видимая звёздная величина звезды — от +6,4m до +6,37m. Орбитальный период — около 7100 лет.

## Характеристики
Первый компонент — жёлтый карлик, вращающаяся переменная звезда типа BY Дракона (BY) спектрального класса G5V или G6,5V. Масса — около 0,97 солнечной, радиус — около 0,88 солнечного, светимость — около 0,67 солнечной. Эффективная температура — около 5651 К.
Второй компонент — красный карлик спектрального класса M3,5. Масса — около 0,39 солнечной.
Третий компонент — красный карлик спектрального класса M3,5Ve.